# Martin Regáli
Martin Regáli, né le 12 octobre 1993 à Prešov en Slovaquie, est un footballeur international slovaque. Il évolue au poste d'ailier gauche au MFK Karviná.

## Biographie

### En club

#### Formation en Slovaquie
Né à Prešov, Martin Regáli est rapidement repéré par un club phare du pays à savoir le Zemplín Michalovce. Il fera toutes les classes jeunes là-bas. Le 28 juillet 2012, il joue son premier match professionnel face au Baník Ružiná lors de la deuxième journée de 2. Liga. Il marque son premier but professionnel le 11 août 2012 face au FK Slovan Duslo Šaľa. Martin Regali accède pour la première fois à la Fortuna Liga lors de la saison 2015-2016. 
Le 1er juillet 2019, il signe au MFK Ružomberok évoluant dans l'élite du pays. Il joue son premier match le 21 juillet 2019 face au FC Nitra. Il marque son premier but sous ses nouvelles couleurs le 30 octobre 2019 lors d'une victoire 2-0 face au MŠK Fomat Martin en Coupe de Slovaquie.

#### KV Courtrai
Le 3 janvier 2023, il signe en faveur du club belge du KV Courtrai. Il joue son premier match le 8 janvier 2023 lors d'une victoire 3-2 face à l'OH Louvain, comptant pour la 19e journée de Jupiler Pro League.

### En sélection
Le 25 mars 2022, il honora sa première sélection avec la Slovaquie lors d'une défaite 2-0 en match amical face à la Norvège.